# 소닉 언리시트
《소닉 언리쉬드》(Sonic Unleashed, 일본판 제목: 《소닉 월드 어드벤처》 ソニックワールドアドベンチャー Sonikku Wārudo Adobenchā),는 소닉 팀이 만들고 세가가 발매한 소닉 시리즈의 11번째 비디오 게임이다. 게임에서 소닉 더 헤지호그는 세상을 보통 상태로 되돌린 후, 닥터 에그맨을 따라 복수를 시도해, 세계가 여러 조각으로 찢어지고, 그와 동시에 발버둥치다가 소닉 더 웨어혹으로 바뀌었다. 게임은 낮 시간과 밤 시간, 두 가지 방식으로 진행된다. 낮의 플레이는 소닉의 전통적인 상징인 빠른 속도감을 보여주며, 3인칭 시점과 2D 횡스크롤 플래포밍이 결합되어 있고 게임 플레이에서 두 시점이 서로 부드럽게 전환된다. 밤 시간의 소닉은 웨어호그으로 바뀌고 밀려오는 적들과 웨어혹의 강한 체력을 이용해서 싸우게 된다. 게임플레이는 이런 플레이 중에는 다소 느려진다.
게임의 존재는 처음 세가가 언리쉬드라는 이름을 상표로 등록함으로써 발견되었고, 얼마 지나지 않아 2008년 3월에 이미지와 플레이 동영상이 대중에게 유출되었다. 이 게임에 대한 대중의 기대는 높았고, 비디오의 시연은 소닉의 원래 플레이 방식인 2차원 횡스크롤 플랫포머의 귀환으로 보였다. 그러나 이 게임에 대한 리뷰어들의 반응은 제각각이었는데, 리뷰어들은 낮 시간 스테이지에서의 속도감과 그래픽 및 효과음 등에 대해서는 칭찬하였지만 웨어혹 게임 방식 등의 새로운 게임플레이 요소나 디자인 컨셉 등은 비판받았다. 많은 리뷰어들은 언리쉬드가 궁극적으로 소닉 시리즈를 되살려줄 타이틀이라고 생각하지는 않았다. 세가의 결정에 따라 판매 중인 모든 소닉 타이틀의 평균 메타크리틱 점수가 지워져서 《소닉 언리쉬드》는 2010년에 목록에 삭제되었다.
대한민국에서는 PS3와 XBOX360에서 출시했을 때는 일본명이 아닌 미국명으로 출시되었는데 유통사측은 일본보다 먼저 출시하기 위해 상표권을 미국명으로 등록한 것이라고 해명하였다.

## 게임 플레이
소닉 언리쉬드는 데이 타임(낮 부분)과 나이트 타임(밤 부분)으로 스테이지가 나뉘어 있으며, 보통 스테이지는 3개의 액트로 구성되어 있다. 다만, 마지막 스테이지인 에그맨 랜드에서는 데이 타임과 나이트 타임을 구분 없이 플레이한다. 데이 타임에서는 소닉 더 헤지호그의 속력을 이용해서 각 스테이지의 골까지 빠르게 지나간다. 반면, 나이트 타임 에서는 소닉 더 웨어호그의 힘을 이용해서 몬스터 또는 에그맨의 로봇을 파괴해 가면서 스테이지의 골까지 도착한다.
플레이스테이션 3, 엑스박스 360용 소프트웨어와 닌텐도 위, 플레이스테이션 2용 버전들 간에는 몇몇 스테이지가 닌텐도 위 및 플레이스테이션 2 버전에서는 존재하지 않는다는 차이점이 있다. 제외된 스테이지는 Windmill Isle(Apotos)과 Savannah Citadel(또는 Clay Castle)(Mazuri)의 중간 스테이지 또는 Spagonia의 스테이지 일부인 Tornado Defense이다.
본래 소닉 언리쉬드(월드 어드벤처) 데이타임 파트의 게임플레이 방식은 2002년에 게임큐브, 엑스박스 등으로 개발하던 도중에 취소된 프로젝트인 '소닉 어드벤처 3 프로젝트' 가 그 기원이다. 반면 웨어혹이 등장하는 나이트타임 파트는 언리쉬드 개발 도중에 추가된 게임플레이 요소이며 어드벤처 3 프로젝트와는 아무런 상관이 없다.
또한 소닉 러시에서 사용된 소닉의 액션 부스트를 콘솔 소닉 게임에서 처음 선보인 게임이기도 하다. 다만 Wii, PS2의 시스템과 PS3, XBOX 360간의 시스템이 다르다.

## 스테이지
- Apotos/Windmill Isle[12]
- Mazuri/Savannah Citadel[13]
- Spagonia/Rooftop Run[14]
- Holoska/Cool Edge
- Chun-Nan/Dragon Road
- Shamar/Arid Sands[15]
- Empire City/Skyscraper Scamper[16]
- Adabat/Jungle Joyride
- Eggman Land/Crimson Carnival

## 헤지호그 엔진
이전 게임인 넥스트 제너레이션과는 달리 이번 게임에서는 헤지호그 엔진이라는 소닉 팀이 자체적으로 개발한 게임 엔진이 엑스박스 360, 플레이스테이션 3 버전에 도입되었다.

## 테마곡
- Endless Possibility - 볼링 포 수프(Bowling for Soup)

작곡 - 오타니 토모야, 타나다 타케시, 무라이시 마사유키
노래 - 자렛 레딕, 에릭 챈들러

## 다른 미디어
게임의 오리지널 사운드트랙은 일본에서 2009년 1월 28일 발매되었다. Planetary Pieces: Sonic World Adventure Original Soundtrack라는 이름으로 세 개의 사운드트랙 디스크가 들어있다. 게임에서의 메인 테마 디스크는 "Endless Possibility" 이름이 지어져있고 자렛 레딕이 피처링하고 볼링 포 수프가 밴드를 맡았다. 게임에서의 엔딩 테마 디스크는 느린 템포의 발라드로 "Dear My Friend"라는 이름으로 지어져있고, 싱어송라이터인 브렌트 캐시가 피처링했다.
아치 코믹스는 소닉 언리쉬드의 오프닝 신과 소닉이 웨어혹으로 변하는 것을 각색해서 만들었다. 3D 애니메이션 단편이 2008년 11월에 소닉:나이트 오브 웨어혹이라는 이름으로 발표되었다. 이 영화는 귀신 들린 집에서 두 명의 남자 유령이 여자 귀신에게 구애하기 위해 무서워하는 아이들의 사진을 찍는 동안 그 집에 들어온 겁먹지 않는 소닉과 겁에 질린 칩을 둘러싼 이야기이다. 유령들은 곧 보름달에 의해 소닉이 웨어혹으로 변신하자 무서워한다. 이 영화는 세가 VE 애니메이션 스튜디오에 의해 제작되었다.
2010년 3월 25일 소닉 코스튬 팩이 플레이스테이션 3 게임인 리틀빅플래닛으로 플레이스테이션 스토어에 출시되었다. 팩에는 소닉, 테일즈, 너클즈, 닥터 에그맨, 소닉 더 웨어혹이 포함되어 있다.

## 평가
| 평가 |                                                      |
| --- | ---------------------------------------------------- |
| 통합 점수 통합사 점수 메타크리틱 66/100 (PS2) [ 21 ] 66/100 (Wii) [ 22 ] 60/100 (X360) [ 23 ] 54/100 (PS3) [ 24 ] 평론 점수 평론사 점수 1UP.com C (X360) [ 25 ] D (Wii) [ 26 ] 유로게이머 6/10 (Wii) [ 27 ] 4/10 (X360) [ 28 ] 게임 인포머 6.5/10 (Wii) [ 29 ] 6.0/10 (X360) [ 30 ] 게임스팟 7/10 (Wii) [ 31 ] 3.5/10 (X360/PS3) [ 32 ] 게임트레일러스 7.0/10 (Wii) [ 33 ] IGN 7.2/10 (Wii) [ 34 ] 7.0/10 (PS2) [ 35 ] 4.5/10 (X360/PS3) [ 36 ] ONM 79% (Wii) [ 37 ] OXM (US) 6.5/10 VideoGamer.com 6.0/10 [ 38 ] |                                                      |
| 통합 점수 |                                                      |
| 통합사 | 점수                                                 |
| 메타크리틱 | 66/100 (PS2) 66/100 (Wii) 60/100 (X360) 54/100 (PS3) |
| 평론 점수 |                                                      |
| 평론사 | 점수                                                 |
| 1UP.com | C (X360) D (Wii)                                     |
| 유로게이머 | 6/10 (Wii) 4/10 (X360)                               |
| 게임 인포머 | 6.5/10 (Wii) 6.0/10 (X360)                           |
| 게임스팟 | 7/10 (Wii) 3.5/10 (X360/PS3)                         |
| 게임트레일러스 | 7.0/10 (Wii)                                         |
| IGN | 7.2/10 (Wii) 7.0/10 (PS2) 4.5/10 (X360/PS3)          |
| ONM | 79% (Wii)                                            |
| OXM (US) | 6.5/10                                               |
| VideoGamer.com | 6.0/10                                               |